# Return to Zork
Return to Zork ist ein Computerspiel des US-amerikanischen Entwicklungsstudios und Publishers Activision aus dem Jahr 1993. Das Point-and-Click-Adventure spielt im Universum des Textadventures Zork und stellt das erste Grafikadventure der Spielreihe dar.

## Handlung
Return to Zork spielt im fiktiven Königreich Quendor sowie im darunter liegenden Great Underground Empire, 400 Jahre nach den Geschehnissen in Beyond Zork. Der Spieler ist Gewinner eines Preisausschreibens und hat einen viertägigen Urlaub im Valley of the Sparrows (Englisch; auf Deutsch etwa „Spatzental“) im Königreich Quendor gewonnen. Er reist nach Shanbar, einer Stadt in Quendor. Dort findet er wenig Gastfreundlichkeit vor, die wenigen Einheimischen sind abweisend und wirken verstört. Der Spieler findet heraus, dass über einen Zeitraum von wenigen Jahren der komplette Ostteil der Stadt nach und nach verschwunden ist. Die wenigen verbliebenen Bewohner des Spatzentals werden von wiederkehrenden Alpträumen geplagt, die von einer grundbösen Kreatur namens Morphius dominiert werden. Es scheint, dass die Magie, die vor 400 Jahren aus Quendor verbannt wurde, wieder auf dem Vormarsch ist, diesmal aber unter bösen Vorzeichen. Ziel des Spiels ist es, Morphius aufzuspüren und zu besiegen.

## Spielprinzip und Technik
Return to Zork ist ein 1st-Person-Adventure, das heißt, die Darstellung des Geschehens erfolgt aus der Perspektive des Spielers. Es wird ein teilanimiertes Standbild der Umgebung des Spielers dargestellt, das dieser mit dem Mauscursor untersuchen kann. Verändert sich an einer Stelle die Form des Mauscursors an einem sogenannten Hotspot, ist eine Interaktion mit dieser Stelle möglich. Ein Linksklick öffnet an der Position des Cursors ein kontextsensitives, aus animierten Piktogrammen bestehendes Menu. Ein Rechtsklick öffnet zu einem beliebigen Zeitpunkt das Inventar, eine bildliche Darstellung mitgeführter Gegenstände, aus denen per Linksklick einer ausgewählt werden und dann mit einem Hotspot verwendet werden kann. Das Interface stellt für die meisten verwendeten Gegenstände eine größere Zahl möglicher Interaktionen bereit und erlaubt diese auch, was dazu führen kann, dass der Spieler für die Lösung des Spiels notwendige Gegenstände versehentlich vernichtet oder unumkehrbar verändert. Die Ermöglichung solcher Situationen wird allgemein als Designfehler angesehen. Über ein weiteres Menü kann mit NPCs kommuniziert werden; diese kann man zu Gegenständen, Orten und vorher aufgenommenen Fotos und Tonaufnahmen befragen. Die meisten Befehle können alternativ durch das Drücken einer befehlsspezifischen Taste auf der Tastatur gegeben werden.
Return to Zork ist eines der ersten Computerspiele, in denen FMV-Szenen in die Spielwelt eingebunden werden. Mit Schauspielern gedrehte Filmschnipsel werden dabei über Teile der computergenerierten Szenerie gelegt. Die Diskettenversion von Return to Zork wurde auf 21 Disketten ausgeliefert und musste aus Platzgründen ohne den orchestralen Soundtrack auskommen; die beiden Nachfolgerspiele Zork Nemesis und Zork: Grand Inquisitor erschienen nur noch auf CD-ROM. Es gibt keine Untertitel für die gesprochenen Dialoge, so dass Spieler ohne ausreichende Englischkenntnisse im Spiel benachteiligt sind. Zusätzlich zur Maus- und der alternativen Tastatursteuerung wurde als Reminiszenz an die auslaufende Heimcomputer-Ära eine Steuerung mittels Joystick implementiert.

## Produktionsnotizen
Return to Zork war das letzte Spiel, das von Activision unter dem „Infocom“-Label vermarktet wurde. Die Firma Infocom, die 1986 von Activision aufgekauft und 1989 liquidiert wurde, hatte in den 1980er-Jahren erfolgreich neun im Zork-Universum spielende Spiele veröffentlicht, weshalb Activision mit Return to Zork die Fans dieser Spiele ansprechen wollte. Ein signifikanter Unterschied zu den vorangegangenen neun Spielen ist, dass diese ausnahmslos Textadventures waren, während Return to Zork, vom auf einer gänzlich anderen Technik basierenden Murder on the Mississippi abgesehen, Activisions erstes Grafikadventure darstellte. Wie die früheren Zork-Spiele enthielt auch Return to Zork sogenannte „Feelies“, für das Spiel entworfene und hergestellte Gegenstände, die das Spielerlebnis vertiefen sollen. Die Erstauflage des Spiels enthielt einen Briefumschlag mit der Gewinnbenachrichtung vom Veranstalter des Preisausschreibens sowie die Encyclopedia Frobozzica, ein gedrucktes Lexikon mit Artikeln zu Personen, Orten und Ereignissen des fiktiven Zork-Universums. Diese Beilagen wurden im Spiel referenziert und dienten mithin als Kopierschutz. In Folgeauflagen des Spiels wurden die eher aufwändigen Beilagen durch digitale Kopien ersetzt. Die Encyclopedia Frobozzica geht auf einen Fan der Zork-Spiele zurück, der die Informationen für das Lexikon aus den Packungsbeilagen der früheren Spiele zusammengestellt hatte. Um Zeit und Geld zu sparen, holte Activision die Erlaubnis zur kommerziellen Nutzung dieses Lexikons ein.
Das Spiel verfügt über einen Soundtrack aus 25 Stücken, die jeweils an spezifischen Örtlichkeiten abgespielt werden. Die Musik wurde zum Teil von einem neunköpfigen Blasorchester eingespielt.
Während der Spielercharakter in allen vorhergehenden Spielen der Zork-Reihe eigenschaftslos war – im 1997 folgenden Zork: Grand Inquisitor wurde der Spieler sogar scherzhaft als „AFGNCAAP“ bezeichnet, „Ageless, Faceless, Gender-Neutral, Culturally-Ambiguous Adventure Person“ – wurde ihm in Return to Zork ein Geschlecht gegeben – das männliche.

### Credits
Folgende Personen waren an der Erstellung von Return to Zork beteiligt:
| Tätigkeit              | Name                |
| ---------------------- | ------------------- |
| Design                 | Doug Barnett        |
| Art Director           | Joseph Asperin      |
| Technical Director     | William D. Volk     |
| Ausführender Produzent | Eddie Dombrower     |
| Programmierung         | Joseph T. Chow      |
| Toningenieur           | Michael B. Schwartz |

Designer Doug Barnett arbeitete als Freelancer für Activision und hatte dort schon mehrere Skripte verantwortet, von denen aber lediglich das für Lords of the Rising Sun für allgemein positive Rezensionen sorgte. Der Technical Director William Volk begann seine Karriere in den 1980er-Jahren als Programmierer in der Computerspielesparte von Avalon Hill. Nach Return to Zork verließ er Activision und gründete verschieden eigene Firmen in der Videospieleindustrie; mittlerweile ist er CCO bei PlayScreen, einem Hersteller von mobilen Spielen.
Folgende Schauspieler wurden für FMV-Sequenzen eingesetzt:
| Name               | Rolle                 |
| ------------------ | --------------------- |
| Charles Carpenter  | Wächter, Ork-Anführer |
| Michelle Dahlin    | Hexe Itah             |
| Matthew Grimaldi   | Cliff Robberson       |
| Edan Gross         | Waif                  |
| Jason Hervey       | Trollkönig            |
| Michael Johnson    | Rooper                |
| Sam J. Jones       | Blinder Bogenschütze  |
| Allison Joy Langer | Rebecca Snoot         |
| Deena Langer       | Ms. Peepers           |
| Ernie Lively       | Moadikum Moodock      |
| Jason Lively       | Ben Fyshin            |
| Lori Lively        | Baumgeist             |
| Robyn Lively       | Fee                   |
| Howard Mann        | Leuchtturmwärter      |
| Raoul Rizik        | Bürgermeister         |

## Rezeption
Die New Straits Times lobte die gelungene Steuerung, die es dem Spieler erlaube, sich auf das Erleben des Abenteuers zu konzentrieren, die Animationen und die Charaktertiefe der NPCs, außerdem wurden die „atemberaubende“ Sprachausgabe sowie die Atmosphäre des Spiels hervorgehoben. Die Zeitung kritisierte aber die allgemeine Grafikqualität und bezeichnete die im Spiel auftretenden Schauspieler als bestenfalls zweitklassig.
Der deutsche PC Joker notierte „Grafik vom Allerfeinsten“ und eine hohe Rätseldichte, stellte aber auch fest, dass mangels Untertiteln mit der englischen Sprachausgabe vorliebgenommen werden müsse und dass der Spieler durch falsche Entscheidungen im Spiel zu Tode kommen könne. Die Power Play lobte lediglich die Animation der gefilmten Charaktere und übte ansonsten Kritik: Ein gegenüber den vorhergehenden Textadventures deutlich abfallender Humor, „spießige Rätsel“, frustrierende, tödliche Fallen, eine unverständliche Sprachausgabe, eine wenig hilfreiche Steuerung und „belanglose“ bis „schäbige“ Hintergrundgrafiken wurden negativ angemerkt. Für die PC Player sah Boris Schneider-Johne in Return to Zork einen prinzipiell würdigen Nachfolger der alten Zork-Spiele und lobte die hohe Rätseldichte, vermisste jedoch den Detailreichtum und die „Verspieltheit“ des Textadventure-Genres. In der gleichen Ausgabe lobte Heinrich Lenhardt die komplexe Steuerung und die „relativ scharfen“ Filmsequenzen, zeigte sich jedoch vom Spiel unter anderem wegen der fehlenden deutschen Vertonung insgesamt „manchmal verwirrt“.
Return to Zork ist im Buch 1001 Video Games You Must Play Before You Die von Universe Publishing gelistet.